# Dapanoptera perdecora
Dapanoptera perdecora là một loài ruồi trong họ Limoniidae. Chúng phân bố ở miền Australasia.